# فيلبرت ستريت
ملعب فيلبرت ستريت (بالإنجليزية: Filbert Street)‏ كان ملعب كرة قدم في ليستر بإنجلترا. وكان ملعب لنادي ليستر سيتي منذ عام 1891 حتى عام 2002، قبل أن ينتقلوا إلى ملعب كينغ باور الذي يقع بالقرب منه. وكان يتسع الملعب إلى 22,000 متفرج.